# شتاب‌دهنده ابزارهای دسترسی به کووید-۱۹
شتاب‌دهنده ابزارهای دسترسی به کووید-۱۹ (انگلیسی: Access to COVID-19 Tools Accelerator) یا همکاری جهانی برای سرعت‌بخشی به توسعه، تولید و دسترسی عادلانه به روش‌های جدید تشخیصی، درمانی و واکسن کووید-۱۹ یکی از نوآوری‌های گروه ۲۰ است که توسط محمد الجدعان در ۲۴ آوریل ۲۰۲۰ اعلام شد. فراخوانی برای این کار همزمان توسط سازمان جهانی بهداشت (WHO) در ۲۴ آوریل منتشر شد.
شتاب‌دهنده ابزارهای دسترسی به کووید-۱۹ یک ساختار پشتیبانی میان رشته‌ای است که به شرکا امکان اشتراک منابع و دانش را می‌دهد. این شامل چهار رکن است که هر یک توسط دو تا سه شریک مدیریت می‌شوند:
- واکسن‌ها (که به آن «کوواکس» نیز گفته می‌شود)
- تشخیص
- درمان
- اتصال سامانه‌های بهداشتی

## واکسن‌ها و کوواکس
| اهداکننده                             | مشارکت |
| ------------------------------------- | ------ |
| ایالات متحده آمریکا                   | ۲٬۵۰۰  |
| آلمان                                 | ۱٬۰۹۳  |
| بریتانیا                              | ۷۳۵    |
| اتحادیه اروپا                         | ۴۸۹    |
| ژاپن                                  | ۲۰۰    |
| کانادا                                | ۱۸۱    |
| بنیاد بیل و ملیندا گیتس               | ۱۵۶    |
| عربستان سعودی                         | ۱۵۳    |
| نروژ                                  | ۱۴۱    |
| فرانسه                                | ۱۲۲    |
| ایتالیا                               | ۱۰۴    |
| استرالیا                              | ۶۱     |
| اسپانیا                               | ۶۱     |
| هلند                                  | ۳۷     |
| اتریش                                 | ۳۲     |
| رید هستینگز و پتی کویلین              | ۳۰     |
| سوئد                                  | ۲۴     |
| بنیاد بی‌نام                           | ۲۲     |
| سوئیس                                 | ۲۲     |
| نیوزیلند                              | ۱۲     |
| کویت                                  | ۱۰     |
| قطر                                   | ۱۰     |
| رویال داچ شل                          | ۱۰     |
| کره جنوبی                             | ۱۰     |
| تیک‌تاک                                | ۱۰     |
| دانمارک                               | ۸      |
| بلژیک                                 | ۵      |
| جمهوری ایرلند                         | ۵      |
| سنگاپور                               | ۵      |
| وایز                                  | ۵      |
| ساکر اید                              | ۴      |
| بنیاد تیسلداون                        | ۴      |
| یونان                                 | ۲      |
| ایسلند                                | ۲      |
| کلمبیا                                | ۱      |
| مرکز امداد و کمک بشردوستانه ملک سلمان | ۱      |
| لوکزامبورگ                            | ۱      |
| مسترکارت                              | ۱      |
| شرکت نیکی                             | ۱      |
| استونی                                | ۰٫۱    |
| موناکو                                | ۰٫۱    |
| مدلاین بین‌المللی                      | ۰٫۰۲   |
| بوتان (کشور)                          | ۰٫۰۱   |
| کل                                    | ۶٬۲۶۸  |